# Trolejbusová doprava v Děčíně
V Děčíně, stejně jako v mnoha jiných českých městech, byla kromě dopravy autobusové v provozu také trolejbusová doprava. Trolejbusy v ulicích tohoto města jezdily mezi lety 1950 a 1973.

## Historie

### Historické trolejbusy
První úvahy o zavedení trolejbusové dopravy v Děčíně se objevily již na počátku 20. století, konkrétně v roce 1909. Trolejbusová trať měla vést z dnešního Masarykova náměstí přes Střelnici, náměstí Svobody, okolo Zámeckého rybníka a přes Staré Město a Boletice nad Labem dále pokračovat do Nebočad. Mělo se jednat o jednostopou trať, která měla být napájena napětím 500 V. Vozy měla dodat firma Mercedes-Benz. Z důvodu nutnosti stavby nového mostu přes Ploučnici a nejasného zabezpečení financování výstavby a provozu trolejbusů nebyl projekt Nekolejové elektrické automobilové dráhy z Děčína do Nebočad realizován.

### Počátky moderních trolejbusů
Po druhé světové válce rozhodl Místní národní výbor (MNV) v Děčíně o výstavbě trolejbusových tratí, na které by z předměstských oblastí navazovaly autobusy. V květnu 1947 povolil Krajský národní výbor v Ústí nad Labem stavbu dvoustopé trati Chrochvice – Podmokly – Děčín – Stoliční vrch. Stavba byla zahájena o dva roky později. Jedinou změnou oproti povolenému projektu bylo ukončení trolejbusů v Chrochvicích už na křižovatce ulic Kosovy a Vilsnické, kde se vozy otáčely couváním na vidlicovém rozdvojení stop. Koncový úsek ke škole nebyl nikdy realizován.
Slavnostní zahájení provozu na úseku Mírové náměstí – náměstí Svobody se konalo v 6. ledna 1950. Do poloviny roku byl otevřen úsek náměstí Svobody – Kamenická (tehdy zastávka Pod Stoličím vrchem), do konce téhož roku trolejbusy jezdily i na posledním úseku trati Mírové náměstí – Bažantnice – Chrochvice (úsek Mírové náměstí – Bažantnice byl už od počátku provozu využíván manipulačně pro spojení trati s vozovnou).
Dne 17. září 1950 zřídil MNV v Děčíně svým usnesením zpětně ke dni 1. července 1950 Dopravní podniky města Děčína – Komunální podnik.

### Rozvoj děčínských trolejbusů
Výstavba druhé trati, která měla nahradit tehdejší autobusovou linku 9, byla povolena v srpnu 1951. Šlo o trať Bynov – Podmokly (odtud peážně se stávající tratí) – náměstí Svobody (konec peáže) – Staré Město. Bylo tedy potřeba vystavět koncové úseky Bynov – Podmokly a náměstí Svobody – Staré Město. Provoz na úseku do Bynova byl zahájen v březnu 1953, do Starého Města se začalo jezdit o dva měsíce později. Zajímavostí je, že dvoustopý byl pouze úsek Podmokly – Dolní Oldřichov, zbytek trati do Bynova a celý úsek do Starého Města byl pouze jednostopý s možností budoucí přestavby na dvoustopou trať. Realizace druhé stopy zde skutečně proběhla a to poměrně záhy v roce 1956.
Poslední zprovozněnou trolejbusovou tratí v Děčíně se stala trať Bažantnice – Rozbělesy – Podmokly, která vedla přes rozběleskou průmyslovou zónu. Stavba začala v roce 1956, provoz na trati byl zahájen 1. ledna 1958.
V 60. letech byly ještě vystavěny dva krátké úseky trolejbusových tratí. První, který byl vystavěn v roce 1960, byl jednostopý a vedl po dnešní Podmokelské ulici. Důvodem výstavby tohoto úseku byla chybějící smyčka u hlavního nádraží. Druhá krátká trať byla postavena jako prodloužení tratě v Chrochvicích, kde se nacházelo nevyhovující obratiště v křižovatce. Toto přibližně 250 m dlouhé prodloužení k nové smyčce v Kosově ulici bylo zrealizováno v roce 1966.

### Zánik trolejbusů v Děčíně
Vrcholem trolejbusové dopravy v Děčíně byl rok 1967, kdy bylo za rok převezeno rekordních 10 999 000 cestujících. V té době bylo ve stavu celkem 26 trolejbusů. 
Trolejbusy ale postupně začaly překážet rozvíjejícímu se automobilismu a s tím souvisejícím rozsáhlým opravám silnic. První děčínská trolejbusová trať byla zrušena v roce 1970. Šlo o „průmyslovou“ trať přes Rozbělesy a důvodem k zastavení provozu bylo časté poškozování trolejového vedení pohybujícími se jeřáby. Poslední ránou pro děčínské trolejbusy byla levná ropa a rozbíhající se velkosériová výroba autobusů Karosa ŠM 11. V květnu 1973 byl zastaven provoz na trati náměstí Svobody – Staré Město. Poslední trolejbusy na zbývajících tratích (Chrochvice – Podmokly – Děčín – Kamenická a Podmokly – Bynov) vyjely 14. prosince 1973.

## Vozový park
V děčínském provozu se vystřídalo celkem 37 různých trolejbusů. Provoz zahajovaly francouzské vozy s československou elektrickou výzbrojí Vetra-ČKD. Od roku 1950 byly dodávány trolejbusy Škoda 7Tr (včetně prototypu), od roku 1957 je následovaly vozy Škoda 8Tr a od roku 1963 pak typ Škoda 9Tr, který také trolejbusovou dopravu v Děčíně ukončoval. Některé vozy 9Tr (ostatní typy již byly vyřazeny dříve) byly po zrušení trolejbusové dopravy v Děčíně předány do Teplic.